# Aictis
Aictis é um gênero de mariposa pertencente à família Acrolepiidae.